# Карлскруна
Ка́рлскруна (швед. Karlskrona) — місто у Швеції, адміністративний центр лену Блекінге та однойменної комуни. Засноване Карлом XI як головна (а тепер і єдина) база шведського флоту на 33 островах на березі Балтійського моря. Назва в перекладі означає «корона Карла». Населення — 62 804 жителі (2009).

## Історія

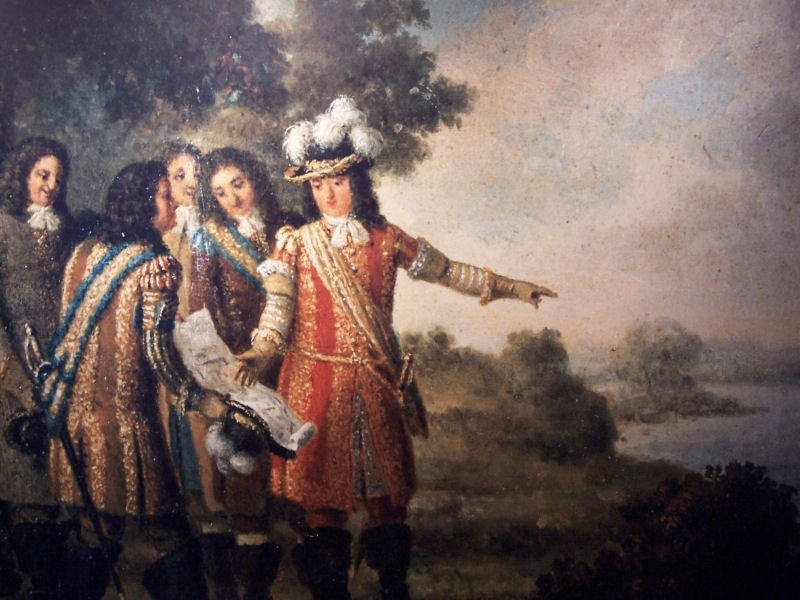
Заснування Карлскруни

Місто засновано 1680 року. Наприкінці XVII століття Карлскруну ретельно розпланували найкращі архітектори того часу, і до сьогодні вона залишається одним із найяскравіших зразків пізньоренесансного містобудівництва, тому належить до списку Всесвітньої спадщини. Серед пам'яток архітектури — найбільша в країні дерев'яна церква (1685) і два розкішні барокові храми початку XVIII ст. — кірха Святої Трійці (Німецька кірха, 1709) і кірха Фредріка (1744). Обидві спроектував Тессін-молодший).
Під час Північної війни Карлскруна була одним із найнаселеніших міст Швеції, а місцевий порт — найбільшим у Скандинавії роботодавцем. З падінням військової потуги знизилось і значення Карлскруни, тепер це спокійне провінційне місто.

## Клімат
| Клімат Карлскруни       | Клімат Карлскруни | Клімат Карлскруни | Клімат Карлскруни | Клімат Карлскруни | Клімат Карлскруни | Клімат Карлскруни | Клімат Карлскруни | Клімат Карлскруни | Клімат Карлскруни | Клімат Карлскруни | Клімат Карлскруни | Клімат Карлскруни | Клімат Карлскруни |
| Показник                | Січ.              | Лют.              | Бер.              | Квіт.             | Трав.             | Черв.             | Лип.              | Серп.             | Вер.              | Жовт.             | Лист.             | Груд.             | Рік               |
| Абсолютний максимум, °C | 9,4               | 13,8              | 12,8              | 18,5              | 26,4              | 28,7              | 29,2              | 29,4              | 25,0              | 17,7              | 15,2              | 10,9              | 29,4              |
| Середній максимум, °C   | 4,0               | 4,3               | 7,0               | 11,8              | 16,6              | 21,0              | 22,0              | 22,9              | 18,7              | 13,2              | 8,5               | 6,2               | 13,1              |
| Середня температура, °C | 2,0               | 2,2               | 3,6               | 7,3               | 12,1              | 16,5              | 17,8              | 18,9              | 15,0              | 10,4              | 6,5               | 4,4               | 9,7               |
| Середній мінімум, °C    | 0,3               | 0,1               | 0,1               | 2,8               | 7,6               | 12,0              | 13,8              | 15,0              | 11,3              | 7,4               | 4,5               | 2,6               | 6,3               |
| Абсолютний мінімум, °C  | −10,2             | −8,9              | −6,1              | −1,1              | 2,1               | 7,5               | 10,6              | 9,8               | 4,4               | 0,8               | −4,1              | −4,9              | −10,2             |
| Норма опадів, мм        | 43.3              | 25.9              | 32.9              | 31.0              | 34.8              | 39.7              | 58.3              | 42.7              | 51.5              | 46.4              | 52.9              | 44.0              | 503.3             |
| ----------------------- | ----------------- | ----------------- | ----------------- | ----------------- | ----------------- | ----------------- | ----------------- | ----------------- | ----------------- | ----------------- | ----------------- | ----------------- | ----------------- |

## Відомі люди
Народились
- Анна Клеман (1862—1940) — шведська страхова агентка, феміністка і пацифістка.
- Еллен Клеман (1867—1943) — шведська письменниця, громадська і політична діячка, феміністка.

## Галерея

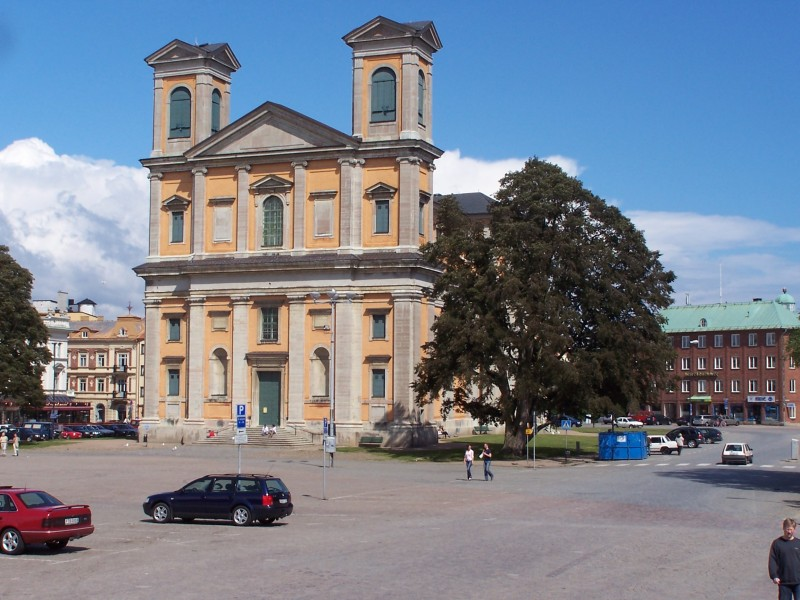
Церква Фредріка
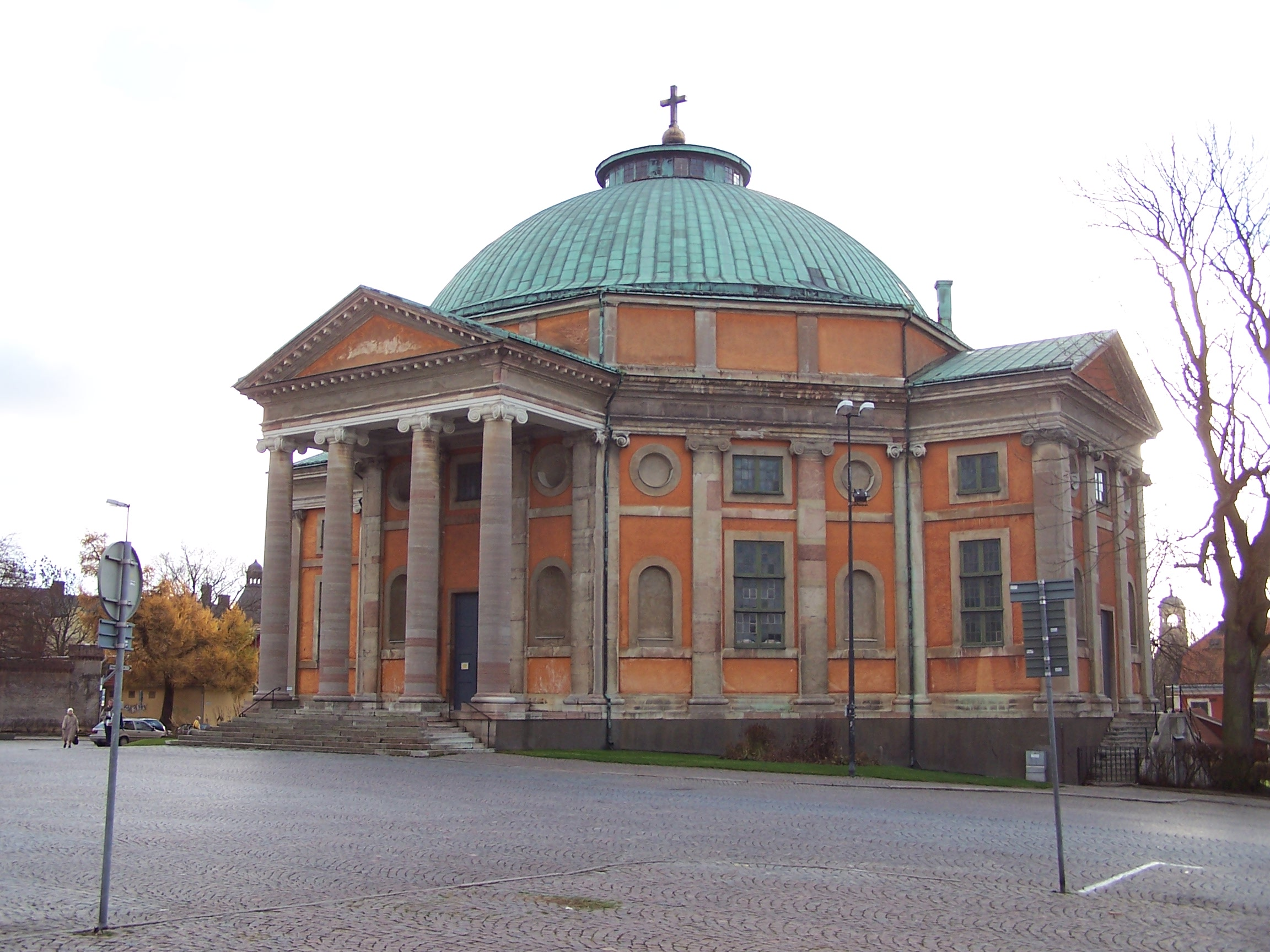
Німецька церква